# 방송위성
방송위성(direct-broadcast satellite, DBS)은 가정에서의 수신을 목적으로 보통은 위성 방송을 하는 인공위성의 한 종류이다.
방송위성을 이용하는 위성 텔레비전의 종류는 DBSTV(direct-broadcast satellite television)와 DTHTV(direct-to-home television)가 있다.